# Politique internationale
Pour l’article homonyme, voir Politique internationale (revue).
Le terme de politique internationale fait référence au comportement d'un pays sur l'échiquier international, à ses choix diplomatiques. La diplomatie étant, en politique internationale, l'art de tirer le plus d'avantages possibles pour sa nation.
La politique étant la « conduite des affaires publiques », elle a pour but le maintien de l'ordre et l'amélioration de la situation, ici, celle d'un État face aux États concurrents. La politique internationale d'un État cherche à renforcer sa position, son influence, tant par le commerce, que par l'armée ou la religion. La politique internationale a également pour but de satisfaire son opinion publique, qui se réfère souvent au propre passé du pays (par exemple : l'empire colonial français pour la France métropolitaine).